# スバル・CB型エンジン
スバル・CB型エンジン（スバル・CBがたエンジン）は、SUBARUの水平対向4気筒ガソリンエンジンの系列である。EA型（1966年 - 1994年）、EJ型（1989年 - 2021年）、FB/FA型（2010年 - ）に続く、SUBARUにおける第4世代の水平対向エンジン（ボクサーエンジン）である。

## 概要
FA/FB型以来となる新開発のエンジン。カムシャフト駆動はチェーン式で、補機はベルト1本で駆動するサーペンタイン式である点はFA/FB型と同一である。群馬製作所大泉工場内に新設された専用工場で製造される。
CBのCは「Concentration & Compact」（Concentration＝集中、濃厚） 、Bは「Boxer」（水平対向）の頭文字を意味する。
2014年5月に富士重工業が発表した中期経営計画「際立とう2020」において、直噴化、気筒休止、リーン燃焼を取り入れた新開発エンジンによって燃費改善を目指すと明記された。2016年には、2021年度までに世界生産の8割をダウンサイジングターボへ移行すること、2019年度に1.8 Lターボを、2020年に1.5 Lターボを導入する計画と報道された。2018年に発表された中期経営ビジョン「STEP」でもダウンサイジングターボの導入予定が明記されていた。
その後、2020年に1.8 LターボエンジンのCB18型が2代目レヴォーグで初めて搭載され、以降もフォレスター、レガシィアウトバックへと搭載車種を順次拡大していった。しかし、1.5 Lターボエンジンは2024年10月現在も登場しておらず、2020年に発表された技術ロードマップにはダウンサイジングターボエンジンの新開発に関する記載は存在しない。
搭載初期にあたる2020年から2022年初頭までのCB18型エンジンは、排気ガス再循環（EGR）装置内のEGR圧力センサが腐食して走行中にエンジンが停止するなどの不具合が起きることが判明したため、2022年5月26日に国土交通省に対してリコールが届け出された。
CB18型エンジンを搭載したフォレスター（SK5型、SPORTグレード、車両重量1,570 kg）と、排気量2.5 Lの自然吸気・直噴FB25型エンジンを搭載したフォレスター（SK9型、車両重量1,520 kg）を比較すると、CB18型エンジン搭載車は最高出力6 kW減（136→130）、最大トルク61 N·m増（239→300）、WLTCモード燃費3%増（13.2 km/L→13.6 km/L）となる。

## 機構
CB型の開発において、FA型やFB型から変更された点は多く、まずエンジンの骨格を決めるボアピッチが大幅に短縮されている。EJ型エンジンからFA型/FB型まで続いたボアピッチ長が113.0 mmから98.6 mmへと14.4 mm短縮され、ボアピッチが短くなったことで、クランクシャフトの長さもFB16型ターボより34.6 mm短い315.9 mmに短縮、エンジンの全長を短くすることが可能となった。
結果、CB型は現行FB型より全長が約40 mm短縮されたことで、重心が約20 mm後方へ移動可能となった。また、FB16型ターボ比で排気量が196 cc増加したにもかかわらず、重量も補機込みで5 kg軽く仕上がっている。コネクティングロッドの分割パターンは第2世代のEJ型エンジンと同様の「水平割」が採用された。第3世代のFB/FA型のコネクティングロッドはエンジンの幅を増やさずに長いピストン行程を可能にするため「斜め割」が採用されているが、水平割の方が強度が高い。
スバルのエンジンとしては初めて、シリンダーボアの中心線がクランクシャフト軸と交差していない。代わりに、8 mmのクランクオフセットが存在する。このオフセットによってピストンが下向きに動く時の摩擦が低減される。
空気過剰率（λ）が最大2のリーンバーン（希薄燃焼）を採用し、最大熱効率が40%（トルク125 N·m、回転数1800 rpm運転時）、熱効率が39%以上の領域はトルク100-160 N·m、回転数1250-2500 rpmの範囲となる。希薄混合気が確実に着火するのを保証するためにインジェクターは燃焼室の中心の点火プラグの隣りに置かれている。過給機の機構についても、チャージされる空気体積を維持しながらスロットルレスポンスを改善するために、FA型やFB型のツインスクロールターボからシングルスクロールターボに変更された。
リーンバーンによって窒素酸化物 (NOx) が増加するため、ディーゼルエンジンと同様のNOx吸蔵還元触媒が搭載される。このため定期的な高速道路走行による触媒の還元処理が必要となるため、メーカーより注意案内が出ている。また、着火性が低いハイオクガソリンを給油した場合、燃費や始動性の悪化が起こることがあるため、レギュラーガソリン推奨である。
CB型はその構造上、1.8 Lを上限として開発が行われたため、大排気量化は容易ではないが、小排気量化は可能である。

## 型式

### CB18
| 型式           | CB18                                            |                                                 |
| -------------- | ----------------------------------------------- | ----------------------------------------------- |
| シリンダー配置 | 水冷水平対向4気筒DOHC16バルブ直噴ターボエンジン | 水冷水平対向4気筒DOHC16バルブ直噴ターボエンジン |
| 排気量         | 1,795 cc                                        | 1,795 cc                                        |
| ボア           | 80.6 mm                                         | 80.6 mm                                         |
| ストローク     | 88.0 mm                                         | 88.0 mm                                         |
| 圧縮比         | 10.4：1                                         | 10.4：1                                         |
| 燃料噴射装置   | 直接噴射式                                      | 直接噴射式                                      |
| 最高出力       | 130 kW（177 PS）/ 5,200-5,600 rpm               | 130 kW（177 PS）/ 5,200-5,600 rpm               |
| 最高トルク     | 300 N·m（30.6 kgf·m）/ 1,600-3,600 rpm          | 300 N·m（30.6 kgf·m）/ 1,600-3,600 rpm          |

搭載車種
- CB18 DIT
  - レヴォーグ（VN5、2020年10月- ）
  - フォレスター（SK5、2020年10月- ）
  - レガシィアウトバック（BT日本国内向け、2021年9月- ）